# Castelfranco in Miscano
Castelfranco in Miscano es una localidad y comune italiana de 971 habitantes, ubicada en la provincia de Benevento (una de las cinco provincias de la región de Campania). 

## Demografía
| Gráfica de evolución demográfica de Castelfranco in Miscano entre 1861 y 2001 |
|                                                                               |
| Fuente ISTAT - elaboración gráfica de Wikipedia                               |